# Max Joseph Hillebrand
Max Joseph Hillebrand (* 7. Dezember 1896 in Wehrden (Beverungen); † 21. Juni 1984 in Bonn) war ein deutscher Professor für Angewandte und Pädagogische Psychologie.

## Leben und wissenschaftliche Laufbahn
Nach dem Ersten Weltkrieg, in dem er als Soldat diente, kehrte er zurück und studierte Pädagogik, Philosophie, Psychologie und Geschichte an den Universitäten Bonn und Köln. Er wurde Assistent des Psychologen Johannes Lindworsky, dem er als Doktorand an die Karls-Universität Prag folgte. Seine empirische Doktorarbeit über Vergangenheits- und Zukunftsreaktionen wurde ausgezeichnet. Seine wissenschaftliche Karriere erfuhr nach seiner Rückkehr zur Universität Köln durch die Machtergreifung der Nationalsozialisten eine Unterbrechung, da ihm aus politischen Gründen seine Habilitation verweigert wurde. Es folgten Jahre der privaten wissenschaftlichen und schriftstellerischer Arbeiten. Erst nach 1945 konnte er seine Laufbahn als Dozent an der wiedergegründeten Rheinischen Pädagogischen Akademie Bonn fortsetzen. Im Jahre 1946 wurde er hier Professor und von 1955 bis 1961 Rektor der Akademie. Er war zur gleichen Zeit Professor an der Universität Bonn.

## Werk und Wirkung
Er gehört zu den Wissenschaftlern, die nach 1945 wesentlich am Neuaufbau der Pädagogischen Psychologie beigetragen haben. Sein Werk Psychologie des Lernens und Lehrens zählte über viele Jahrzehnte zur Pflichtlektüre der Psychologie- und Lehramtsstudenten. Mit seiner Habilitationsschrift Die Aktivität der Seele, 1933, nahm er die Handlungstheorie der Psychologie geistig um mehrere Jahrzehnte vorweg. In seinem Werk Die pädagogische Psychologie am Scheideweg, 1947, Pädagogische Psychologie in ihrem Verhältnis zu den übrigen Teildisziplinen der Psychologie, 1960, sowie Pädagogische Psychologie, 1970 setzte er sich mit den wissenschaftstheoretischen Fragen der Pädagogischen Psychologie auseinander. Er bemühte sich um eine Integration entwicklungspsychologischer Grundlagen in die Disziplin pädagogische Psychologie s. a.: Die seelisch-geistige Entwicklung in anthropologischer Betrachtung, 1964, Kind und Sprache. Zudem widmete er sich aktuellen und praktischen Problemen und versuchte divergierende empirischen Untersuchungen nach Bedeutung und Stellenwert für die Praxis zu hinterfragen: Zum Problem der Schulreife, 1958, Zum Problem der Vorschulerziehung, 1970. In seinem Buch Einführung in die Pädagogische Psychologie versuchte er, publizistisch sehr erfolgreich die Ergebnisse der amerikanischen Lehr- und Lernforschung mit den traditionellen Ansätzen der deutschen bzw. europäischen Psychologie zu verbinden. Ihm war die Verknüpfung von Theorie und Praxis wichtig. Wissenschaftliche Erkenntnis war für ihn kein Selbstzweck, sondern ein Mittel zur Veränderung der Unvollkommenheit des Menschen, zur Verbesserung seiner Lebensbedingungen um speziell die Situation in den Schulen zu optimieren, so dass die Lebenschancen der nachfolgenden Generationen erhöht werden. Er engagierte sich als Forscher für eine verbesserte Ausbildung und Fortbildung sowie für eine humane Schule, die sich als Wahrer der Interessen der Schüler verstehen sollte. Diese Grundhaltung setzte er im hohen Alter fort, als er sich für eine Verbesserung alter Menschen in Seniorenheimen einsetzte.

## Werke
- Einführung in die pädagogische Psychologie : Eine anthropologisch-psychologische Grundlegung; Wissenschaftliche Buchgesellschaft [Abt. Verl.], Darmstadt, 1974
- Brennpunkte der pädagogischen Psychologie; Huber-Verlag, Bern, 1973
- Psicología del aprendizaje y de la enseñanza; Aguilar, Madrid, 1967, 2. ed.
- Psychologie des Lernens und Lehrens - Bern : Huber, 1967, 3., erw. u. durchges. Aufl.
- Dozent an pädagogischen Hochschulen; Blätter zur Berufskunde / Bd. 3. Berufe für Abiturienten / [Lfg 58.]; Bertelsmann, Bielefeld : 1969, 3. Aufl.
- Zum Problem der Schulreife; E. Reinhardt, München, 1963, 3., unveränd. Aufl.
- Die Aktivität der Seele; Grundlagen der Arbeitspädagogik als Taterziehung; Stenger, Erfurt, 1933
- Untersuchungen über Vergangenheits- und Zukunftsreaktionen, Leipzig : Akad. Verl.-Ges., 1931
- Kind und Sprache: psychologische Voraussetzungen des Deutschunterrichts in der Volksschule; München : Kösel, Bd. 1. Grundschulalter 1955, Bd. 2. Hauptschulalter, 1966
- Abhandlungen zur pädagogischen Psychologie; Bern : H. Huber, Bern, 1957
- Über den Begriff und die Bedeutung von seelischen Haltungen; Kern & Birner-Verlag, Band 5, 1952